# Jiří Šuhájek
Jiří Šuhájek' (* 14. dubna 1943 Pardubice) je český sklářský výtvarník, malíř, kreslíř a pedagog.

## Život
Narodil se v Pardubicích. V letech 1957–1961 vystudoval malbu na Střední umělecko-průmyslové škole sklářské v Kamenickém Šenově a pokračoval v ateliéru skla u prof. Stanislava Libenského na Vysoké škole umělecko-průmyslové v Praze (1964–1967). V roce 1971 pak získal titul M. Art RCA po čtyřletém studiu na Royal College of Art v Londýně. Jeden z atelierů měl v polovině 90. let v ÚBOK (Ústavu bytové a oděvní kultury), prostřednictvím kterého vytvářel užitné vzory pro sériovou výrobu českých skláren.

## Dílo
Navrhoval pro sklárny MOSER, B. A. G., Crystalex či Art-D studio. Učil na Střední umělecko-průmyslové škole sklářské ve Valašském Meziříčí.

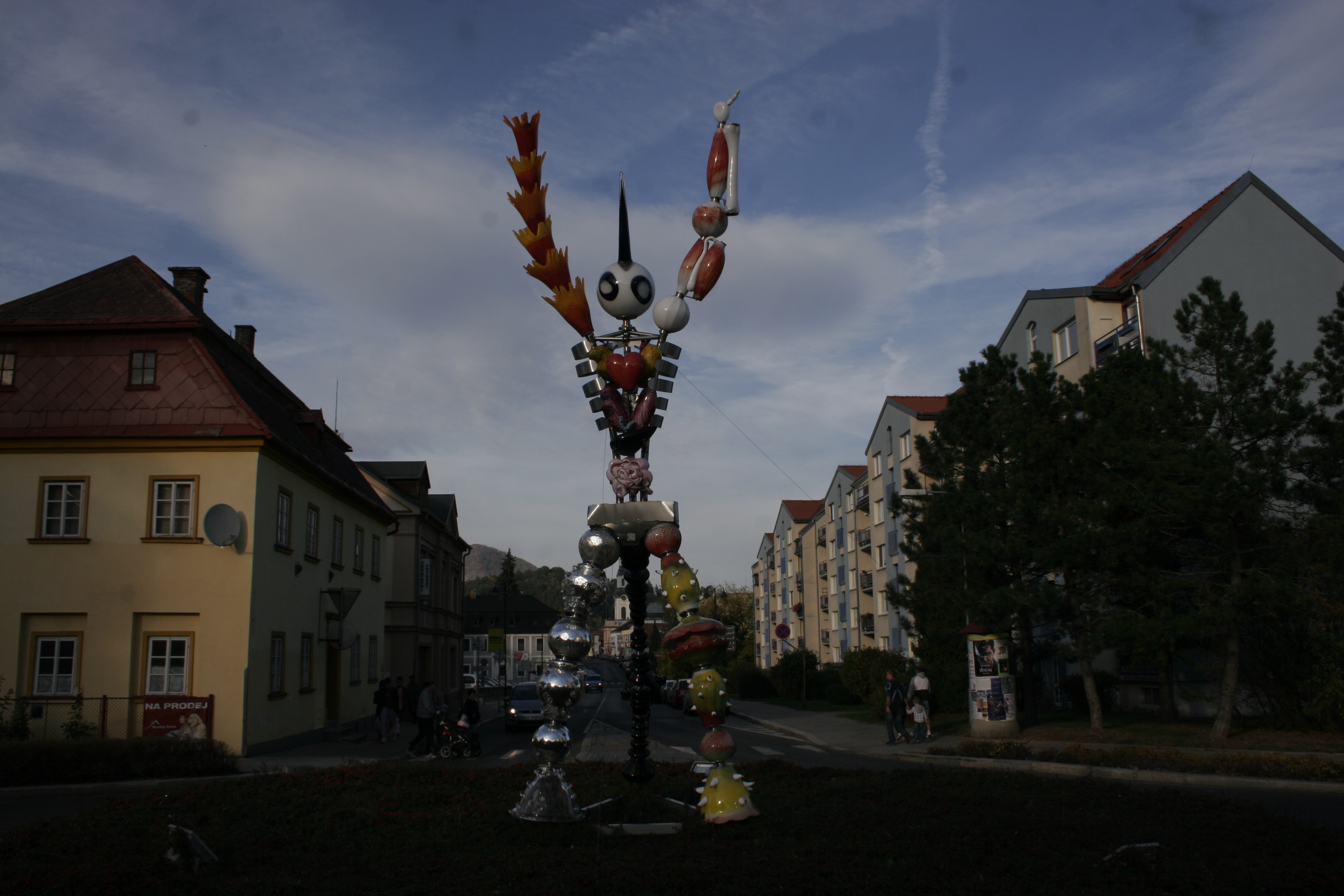
Sklárna AJETO (IGS 2018, Nový Bor)
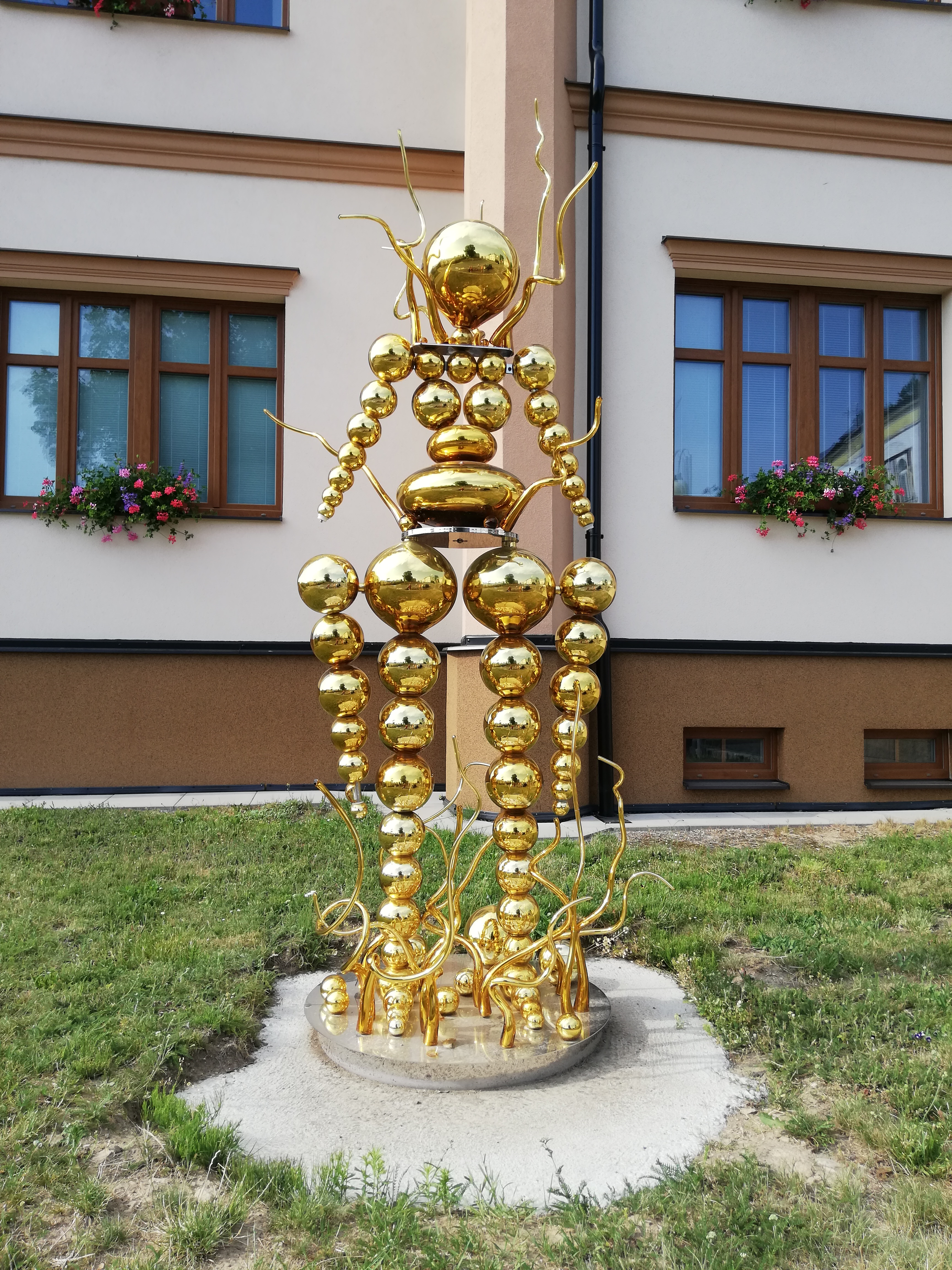
Crystal Gold Lady (Kamenický Šenov, 2019)